# Suka Makmur (Semadam)
Suka Makmur is een bestuurslaag in het regentschap Aceh Tenggara van de provincie Atjeh, Indonesië. Suka Makmur telt 935 inwoners (volkstelling 2010).